# Malefizsteine (Hohenfreyberg)

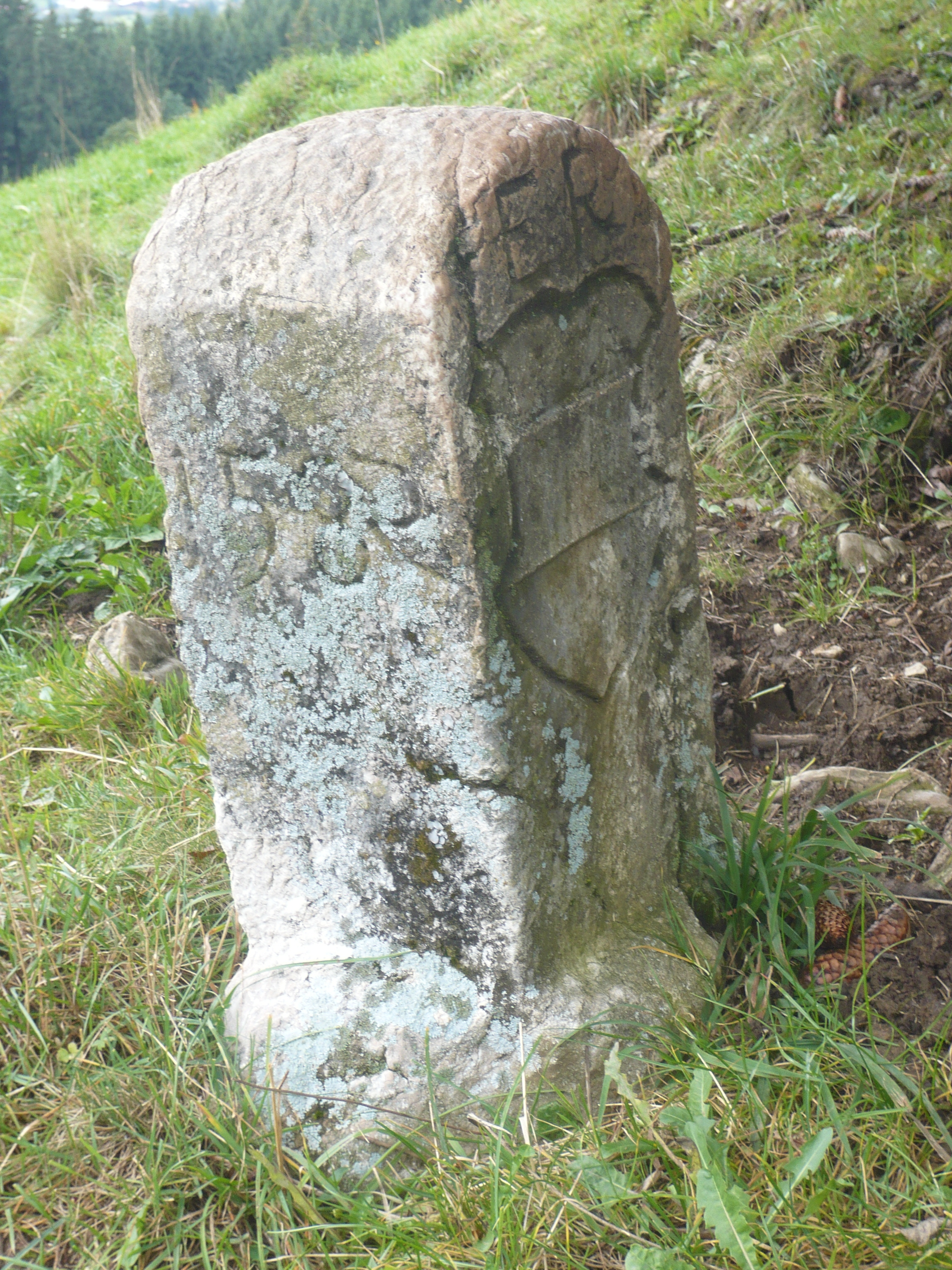
Malefizstein Nr. 3 mit der Jahreszahl 1582 und dem Wappenschild von Österreich

Die Malefizsteine um die Burg Hohenfreyberg kennzeichnen einen Gerichtsbezirk.

## Geschichte
Im Vertrag zu Tannheim zwischen Erzherzog Ferdinand II. von Österreich und Bischof Marquard von Augsburg wurde am 26. Juli 1581 die hohe Obrigkeit in und um die Burg Hohenfreyberg geregelt. Danach wurde dem jeweiligen Inhaber der österreichischen Pfandherrschaft Hohenfreyberg vom Hochstift Augsburg das Recht zugestanden, alle innerhalb eines um die Burg ausgemarkten Bezirks vorfallenden Verbrechen – auch todeswürdige – aburteilen zu dürfen.
Gleichzeitig verpflichtete sich das Hochstift, dass straffällige Personen durch das Gebiet des Hochstiftes ungehindert an ein hohenfreybergisches Halsgericht überstellt werden dürfen.
Der Vertrag trat erst nach Aufrichtung der Marksteine am 26. Juli 1582 in Kraft.

## Beschreibung

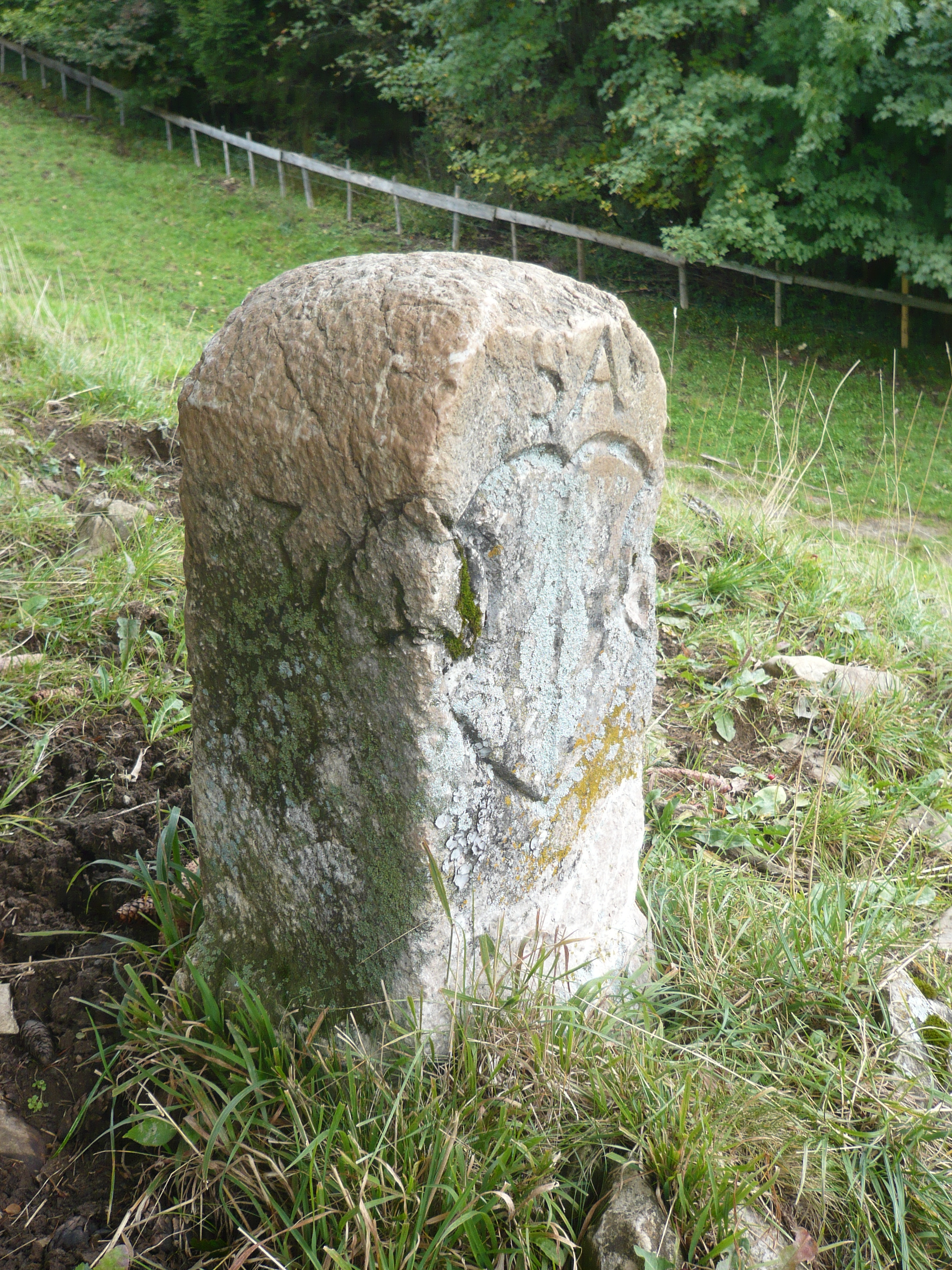
Malefizstein Nr. 3 mit der laufenden Nummer und dem Wappen des Hochstifts Augsburg

Die Steine sind aus einem rötlichen Kalkstein gefertigt und annähernd quadratisch (30 × 30 cm), der behauene Teil ist etwa 60 cm hoch. Der unbehauene Teil (im Boden) verdickt sich wie eine Knolle.
- Die sogenannten Malefizsteine tragen auf der einen Seite die Jahreszahl „1582“.
- Auf der der Burg Hohenfreyberg zugekehrten Seite sind die Buchstaben „ER“ (Erzfürstliches Reich) eingemeißelt mit einem waagrecht dreigeteilten Wappenschild für Österreich.
- Auf der anderen Seite befinden sich über einem senkrecht geteilten Wappenschild die Buchstaben „SA“ (Stift Augsburg).
- Auf der vierten Seite ist jeder Markstein mit einer laufenden Nummer versehen.

## Standorte

Standorte der elf Malefizsteine

Von den ursprünglich elf Steinen sind noch zehn erhalten. Die hier zitierten historischen Standorte stehen im Vertrag von Tannheim.
- Stein Nr. 1: gegen Aufgang der Sonnen (Osten) auf dem gemainen Plaz zwischen beiden Schlößern hochen Freyberg und Eisenberg an den Mittelen Weg
Dieser Stein ist schon 1932 nicht mehr vorhanden gewesen. Verbleib unbekannt.
- Stein Nr. 2: mitland auf der röttin (gerodetes Feld)
Der Stein steht wahrscheinlich noch an der ursprünglichen Stelle.
Der Malefizstein trägt auf der Seite, wo die Jahreszahl eingemeißelt ist, die Zahlen: 3 und 1 und in ihrer Mitte darunter eine 2. Ihre Bedeutung ist nicht bekannt, vielleicht kennzeichnen sie die Richtung der Markierung.
- Stein Nr. 3: gegen Mittag (Süden) gleich dem Kreßbeer Paum (Kirschbaum) so underhalb deß grossen Paumgartens neben der Strassen stat
An diesem Stein, der wohl noch an der ursprünglichen Stelle steht, führte von Süden her eine Fahrstraße vorbei, hinauf in die Senke zwischen beiden Burgen, wo Stein Nr. 1 auf dem „gemeinsamen“ Platz stand.

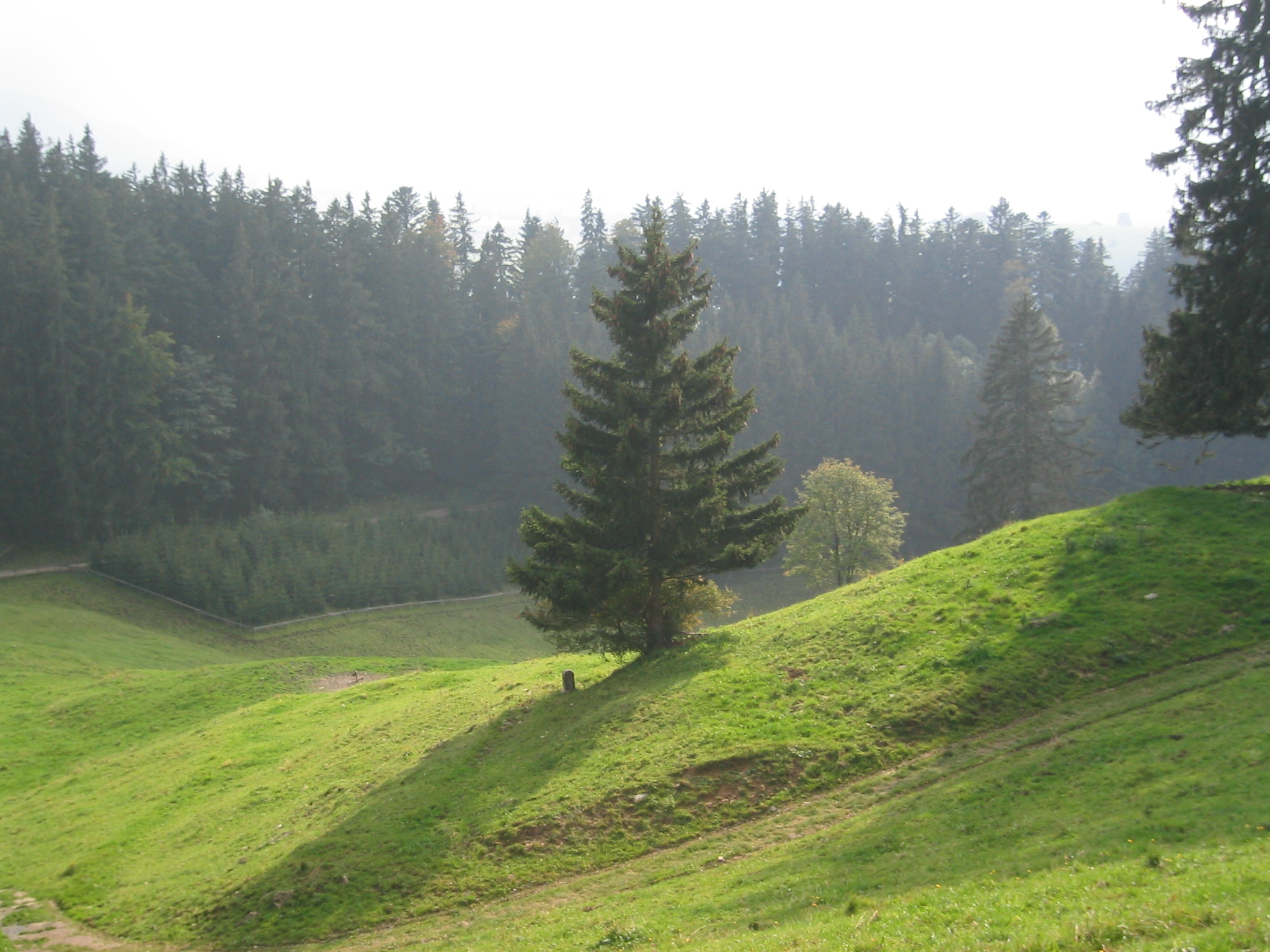
Malefizstein Nr. 3 im Gelände (bei der einzelstehenden Fichte)

- Stein Nr. 4: von bemeltem Kreßbeer Paum hinumb bei ainer bezeichneten Rottannen
Der Stein befindet sich wahrscheinlich an der ursprünglichen Stelle.
- Stein Nr. 5: von dieser Rottannen hinumb bey einer langen bezaichneten forchin (Föhre)
Dieser Stein wurde bei Waldarbeiten umgelegt und später in einem Garten verwahrt. Inzwischen steht er wieder an der im Plan eingezeichneten Stelle. Der ursprüngliche Platz ist nicht mehr genau bekannt, doch dürfte er etwa 40 Meter südwestlich gewesen sein.
- Stein Nr. 6: an daß hag bei aim bezaichneten Aepfel Paum so inhalb deß hags statt und ein ortmarkh ist
Eine „Ortmark“ ist ein Eckpunkt. Der Stein steht also noch an der ursprünglichen Stelle.
- Stein Nr. 7: hinumb gegen Seggweeg beim Gatter und dem farweg so von Schweinegg Inns Schloß geet
An diesem Stein führte offenbar ein eingegangener Fahrweg von den beiden Burgen zum Eisenberger Ortsteil Schweinegg vorbei. Der Stein war 1932 nicht mehr bekannt. 1990 wurde er in zwei Teile zerbrochen unter einem nahegelegenen Heustadel aufgefunden, wo die Teile als Balkenlager dienten. Sie sind vom Burgenverein Eisenberg[2] geborgen und von einem Steinmetz wieder zusammengefügt worden. 1991 ist der Stein an der eingezeichneten Stelle wieder aufgerichtet worden. Es dürfte in etwa der ursprüngliche Standort sein.
- Stein Nr. 8: im Ymbster Anger beim Pirnbaum im haag so auch ein Eggmarkht ist
Das „Imst“ war früher ein großes Bauerngut, das ursprünglich zum Hochstift Augsburg gehörte und vor 1500 an die Herrschaft Hohenfreyberg vertauscht wurde. Bald danach muss es abgegangen sein. Der Stein steht wahrscheinlich noch an der ursprünglichen Stelle. Er wurde bei Vermessungsarbeiten mit roten Kreuzen bemalt.
Der Stein weist dadurch eine Besonderheit auf, dass das Wappenschild am Rand barockisierend eingedrückt ist. Er dürfte also einmal erneuert worden sein.
- Stein Nr. 9: über den gratt hinauf bey ainer zwifachen weissen Tannen
Der Stein hatte sich bis 1990 sehr geneigt. Er wurde vom Waldbesitzer ca. 50 Meter südwestlich vom vermutlich ursprünglichen Standort wieder aufgestellt.
- Stein Nr. 10: gleich oben am haag, wie es die hochen Freyberg und Eisenberg Irer güeter halb schaidet, Und ist auch ein Eggmarch
Wie die Karte zeigt, steht der Stein vermutlich noch an der ursprünglichen Stelle.
- Stein Nr. 11: gleich vom erstbemelten Eggmarkh hinauf dem Schloß Freyberg zue, so abermaln Freyberg und Eisenberg schaidet
Dieser Stein wurde erst 2005 bei Waldarbeiten wieder aufgefunden, nachdem sein Verbleib jahrzehntelang unbekannt war. Sein jetziger Standort entspricht wohl dem ursprünglichen Platz.[3]

## Koordinaten
Die Koordinaten der einzelnen Malefizsteine:
1. (NS=47.613511|EW=10.589344) ⊙
2. (NS=47.613056|EW=10.588889) ⊙
3. (NS=47.612481|EW=10.588066) ⊙
4. (NS=47.612858|EW=10.586904) ⊙
5. (NS=47.613989|EW=10.585556) ⊙
6. (NS=47.614722|EW=10.583056) ⊙
7. (NS=47.615278|EW=10.585556) ⊙
8. (NS=47.615833|EW=10.587547) ⊙
9. (NS=47.614722|EW=10.589167) ⊙
10. (NS=47.614444|EW=10.591111) ⊙
11. (NS=47.613889|EW=10.590000) ⊙